# 남양홍씨 무관묘역
남양홍씨 무관묘역(南陽洪氏 武官墓域)은 대한민국 경기도 용인시 기흥구 중동에 있다. 1999년 7월 14일 용인시의 향토문화재 제48호로 지정되었다.